# Magaš
Magaš (cyr. Магаш) – wieś w Serbii, w okręgu jablanickim, w gminie Bojnik. W 2011 roku liczyła 147 mieszkańców.